# 大托靈頓
大托靈頓（Great Torrington）是英國英格蘭德文郡北部的一個集鎮。大托靈頓擁有英國最活躍的志工社區。當地有一家足球俱樂部。

## 友好城市
- 法國 罗斯科夫

## 外部連結
- 中的“大托靈頓”